# Otodontidae
De Otodontidae zijn een familie van uitgestorven haaien uit de orde van de makreelhaaien (Lamniformes). Ze kwamen van het Vroeg-Krijt tot in Plioceen in alle wereldzeeën voor en omvatten geslachten als Carcharocles en Otodus, inclusief de gigantische Megalodon. Recente studies van het nieuw beschreven geslacht Megalolamna tonen aan dat de leden van het geslacht Carcharocles opnieuw moeten worden geclassificeerd als leden van het geslacht Otodus. Aangenomen wordt dat het geslacht Cretalamna, dat leefde vanaf het midden van het Krijt-Paleogeen, de rechtstreekse voorouder was van Otodus en dus van Megalodon. 

## Geslacht
De familie Otodontidae omvat de volgende geslachten:
- Cretalamna (Glikman, 1958)
- Kenolamna (Siversson et al., 2015)
- Megalolamna (Shimada et al., 2016)
- Otodus (Agassiz, 1843)
  - Ondergeslacht Carcharocles (Jordan & Hannibal, 1923)
  - Ondergeslacht Megaselachus (Glikman, 1964)
  - Ondergeslacht Otodus (Agassiz, 1843)
- Palaeocarcharodon (Casieer, 1960)
- Parotodus (Cappetta, 1980)